# Нижний Бугрыш
Нижний Бугрыш — деревня в Сарапульском районе Удмуртии, в составе Уральского сельского поселения, железнодорожная станция Горьковской железной дороги. Добыча глинозёмов, заготовка ягод.

## География
Стоит по берегу речки Большая Сарапулка.

## Население
| 2008 | 2010 | 2012 |
| ---- | ---- | ---- |
| 100  | ↘94  | ↗100 |

Национальный состав
Согласно результатам переписи 2002 года, в национальной структуре населения русские составляли 95% из 90 человек.

## Известные жители
В Нижнем Бугрыше родился Леин, Вольдемар Петрович (1920—1987) — министр пищевой промышленности СССР (1970—1985).

## Инфраструктура
Путевое хозяйство Горьковской железной дороги. Действует железнодорожная станция Бугрыш.

## Транспорт
Автомобильный и железнодорожный транспорт.